# Eugeniusz Żytomirski

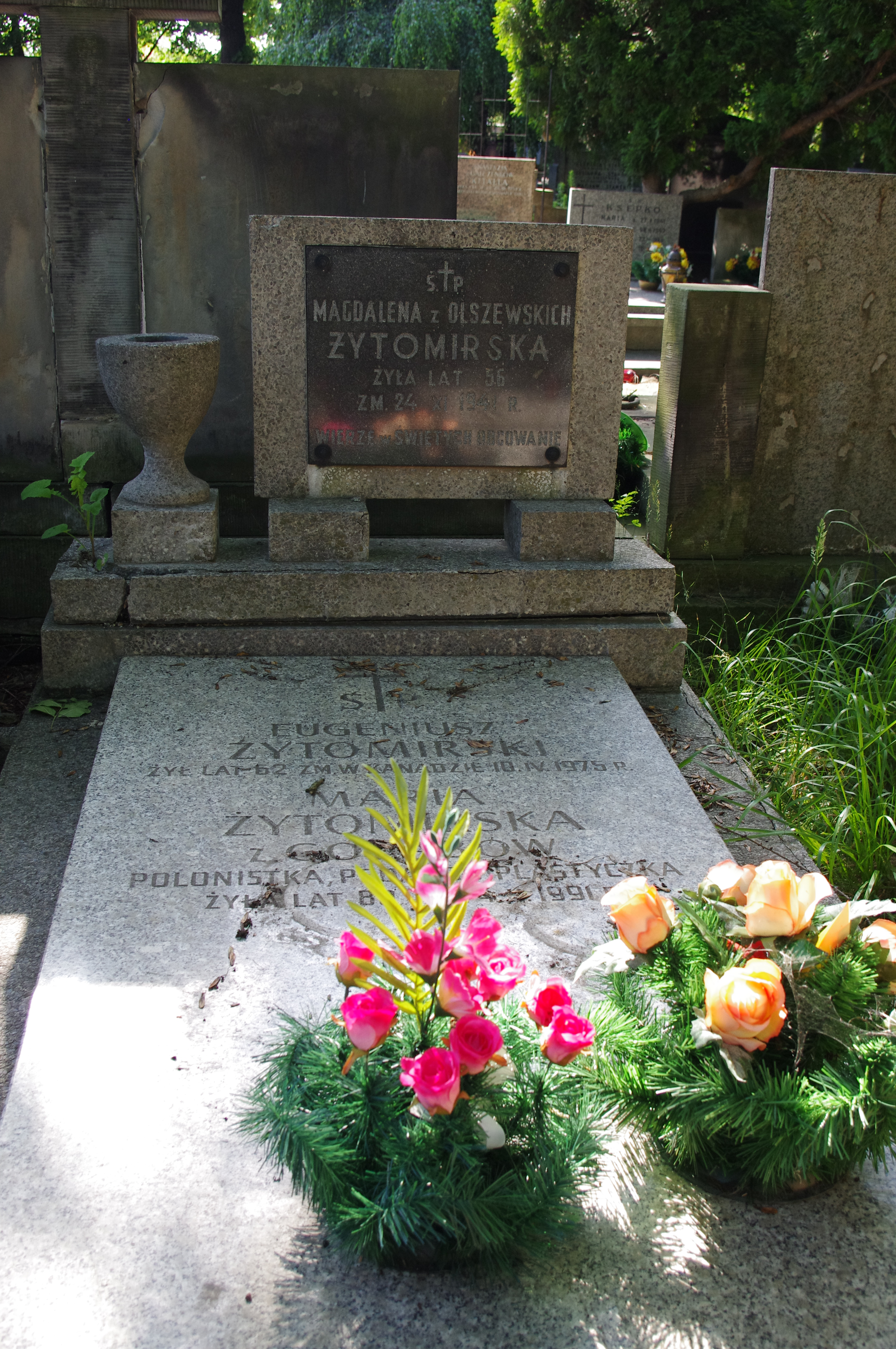
Grób poety Eugeniusza Żytomirskiego na cmentarzu Powązkowskim w Warszawie

Eugeniusz Żytomirski (ur. 16 października?/29 października 1911 w Taganrogu, zm. 10 kwietnia 1975 w Toronto) – polski poeta pochodzenia rosyjskiego, dramaturg, powieściopisarz i krytyk teatralny. Członek Polskiego PEN Clubu i UNESCO. Znawca i tłumacz twórczości Michaiła Lermontowa.

## Życiorys
Urodzony w Rosji, w 1921 przyjechał z rodzicami do kraju. W 1929 ukończył szkołę średnią i studia muzyczne. Początkowo studiował prawo, a potem polonistykę i rusycystykę na Uniwersytecie Warszawskim. Wraz z Tadeuszem Wittlinem i Ludwikiem Frydem należał do studenckiej grupy literackiej Kadra. Pracował jako dziennikarz (od 1935 w Kielcach).
Podczas okupacji hitlerowskiej członek Armii Krajowej w Warszawie, współpracował z Departamentem Informacji Delegatury Rządu RP, redagował wspólnie z Henrykiem Korotyńskim pismo konspiracyjne Wieści z Tygodnia. Więziony przez Niemców w Krakowie i na Pawiaku. Powstaniec Warszawski, po powstaniu wywieziony został do obozu pracy w Reinowitz.
Od 1945 redagował dzienniki w Poznaniu. W listopadzie 1945 r. został wybrany wiceprezesem zarządu Poznańskiego Oddziału Związku Zawodowego Literatów Polskich. W 1946 był korespondentem pism Czytelnika w Stanach Zjednoczonych. W 1948 był redaktorem naczelnym Filmu i Gazety Filmowej. Od 1949 zajmował się wyłącznie pracą literacką. Wydawał poezje, wystawiał utwory dramatyczne, tłumaczył poetów i prozaików rosyjskich (przede wszystkim Lermontowa), ukraińskich, francuskich i in. Uprawiał eseistykę oraz krytykę teatralną i literacką. Za wydrukowanie w londyńskich Wiadomościach (Wiadomości Literackie) poematu Odebrano mi Polskę w 1966 poddany został śledztwu, a w 1968 objęty zakazem druku. W lutym 1969 opuścił Polskę, a jesienią udał się do London, Ontario w Kanadzie jako profesor slawistyki na University of Western Ontario.
Po paroletniej chorobie serca zmarł w Toronto. Prochy zostały pochowane na cmentarzu Powązkowskim (kwatera 342-5-5).

## Twórczość

### Poezje
- Bez w samolocie (1934)
- Do przyjaciela (1935)
- Zimowe kolory (1937)
- Chopin (1941,1949)
- Śpiew nad gruzami (1943, 1956)
- O Noemi rapsod pośmiertny (1943, 1956)
- Liryki (1956)
- Chłopiec i maski (1965)
- Odebrano mi Polskę (1969)
- Tryptyk miłosny (1970)
- Sonety (1970)
- Ania z Zielonego Wzgórza (1970)
- Lermontowiana (przekłady poetyckie 1971)
- Liście klonowe (1971)
- Pieśń o Nowym Świecie (1972)

### Dramaty
- Pod wiatr (1933)
- Kariera panny Mary (1948)
- Koncert jesienny (1958)
- Dzień w Pompei (1961)
- Fotografia z oflagu (1964)
- Chodniki się psują powoli (1964)
- Dwoje ludzi (1970)

### Proza
- Lata szkolne (1931)
- Oczy jak bursztyny  – Uśmiech archanioła I (1970)
- Ballada czarnomorska  – Uśmiech archanioła II (1970)
- Życie bez snów  – Uśmiech archanioła III (1971)
- Śmierć ojca (1971)
- Spowiedź (1973)
- Gothic Avenue Tłum. na ang. Ann Kupnicki (1975)

### Eseje
- Ameryka in flagranti (1947)
- Teatr radziecki w dniu dzisiejszym (1965)
- Słowacki i "Pan Lermentów" (1966)
- Los dramaturga, Lermontow jako dramaturg (1970)
- Mickiewicz a Lermontow (1970)
- Polska, którą opuściliśmy (współautor Maja Kubiak-Żytomirska) (1970)
- The Distortion of Literature in Polish People's Republic (1970)
- Jerzego Szaniawskiego droga do teatru snów (1970)
- Lermontowiana (1971)